# Tiny Toon Adventures 2: Trouble in Wackyland
Tiny Toon Adventures 2: Trouble in Wackyland (Tiny Toon Adventures 2 モンタナランドへようこそ, Tiny Toon Adventures 2: Montana Land e Yōkoso) est un jeu vidéo de plates-formes développé et édité par Konami, sorti en 1992 sur NES.

## Accueil
- Electronic Gaming Monthly : 27/40[1]
- Power Unlimited : 8,6/10[2]